# 太仓市
太仓市，位于中华人民共和国江苏省南部，是苏州市代管的一个县级市。太仓是典型的江南水乡城市，文化底蕴丰厚，工业发展迅速，是距离上海最近的一座城市，太仓市区与上海市嘉定区相邻。太仓市区到上海地铁11号线（嘉定西站）有公交相连，用时20分钟。2020年7月1日高铁太仓站与太仓南站通车，可到上海站与上海虹桥站，30分钟即可到达上海市区。太仓市经济增速指标近年常位居苏州市域首位，太仓也是中国经济最为发达的县市之一，2012年列全国百强县（市）第四位。市人民政府駐娄东街道县府东街99号。区域总面积为809.93平方公里。

## 历史
太仓之名，传因春秋吴王置仓于此而得名。首见于宋郏亶《吴门水利书》：“昆山之东，地名太仓，俗号冈身”。
春秋时属吴地，秦汉为娄县惠安乡。梁天监六年（507年）析娄县置信义县，为信义县地。梁大同初（535年）为昆山县。元延祐元年（1314年）昆山州治迁至太仓。吴元年（1367年）设太仓卫。明弘治十年（1497年）割嘉定县乐智、循义二乡，昆山县新安、惠安、湖川三乡，常熟县双凤乡并建太仓州，辖崇明县，隶苏州府。清雍正二年（1724年），升为江苏直隶州，辖镇洋、崇明、嘉定、宝山4个县。民国元年（1912年），太仓州和镇洋县合并，定名太仓县，至民国16年属沪海道。民国24年9月属无锡督察区。
明代为太仓州，属南直隶苏州府，清代为江苏省太仓直隶州，下辖四县：镇洋县、嘉定县、宝山县、崇明縣，辖境除今太仓市以及今上海市的嘉定、宝山、崇明三区以外，还包括今上海市浦东新区的部分、杨浦的一半部分、虹口、闸北、普陀三区的绝大部分和今启东市的部分地区。辛亥革命后，全国废州，为太仓县。1993年1月8日，太仓撤县设市。
太仓素有“鱼米之乡”的美称，河道纵横，土地肥沃，农业曾占重要地位，近年来的工业大发展使得很多农田已被用来筑路和修建厂房，经济发展迅速。

## 地理
太仓地处土地肥沃的太湖平原，全境无山。太仓位于长江口南岸，东南方毗邻上海市嘉定区和宝山区，西南方毗邻昆山市，西北方毗邻常熟市，隔长江与海门市及上海市崇明区相望。
太仓市区和上海嘉定区相邻，上海轨交11号线嘉定北站到太仓市区有公交快线相连接，用时约20分钟。
城厢镇（市区）境内有太仓最大的湖泊-金仓湖，水面面积超过1000亩，总投资8亿元建成了金仓湖公园，面积达5.8平方公里，是太仓的绿肺以及市民休闲娱乐的好去处。其西将建成德国特色的小镇，以北形成万丰生态园。太沙公路穿湖区而过，在公路两侧形成万亩高产水稻和油菜地。

## 行政区划
太仓市下辖2个街道办事处、6个镇：
娄东街道、陆渡街道、城厢镇、沙溪镇、浏河镇、浮桥镇、璜泾镇、双凤镇、太仓港经济技术开发区、太仓港区和科教新城。
2011年江苏省政府批复以陆渡镇及城厢镇、沙溪镇一部（即太仓经济开发区范围）设立娄东街道。

## 人口
根据公安部门的数据统计，2018年末全市常住人口为71.92万，户籍人口为49.4万。
根据第七次全国人口普查数据显示，截至2020年11月1日零时，太仓市常住人口为831113人，占苏州市的6.52%；常住人口中男性437913人，占52.69%，女性393200人，占47.31%。

## 经济

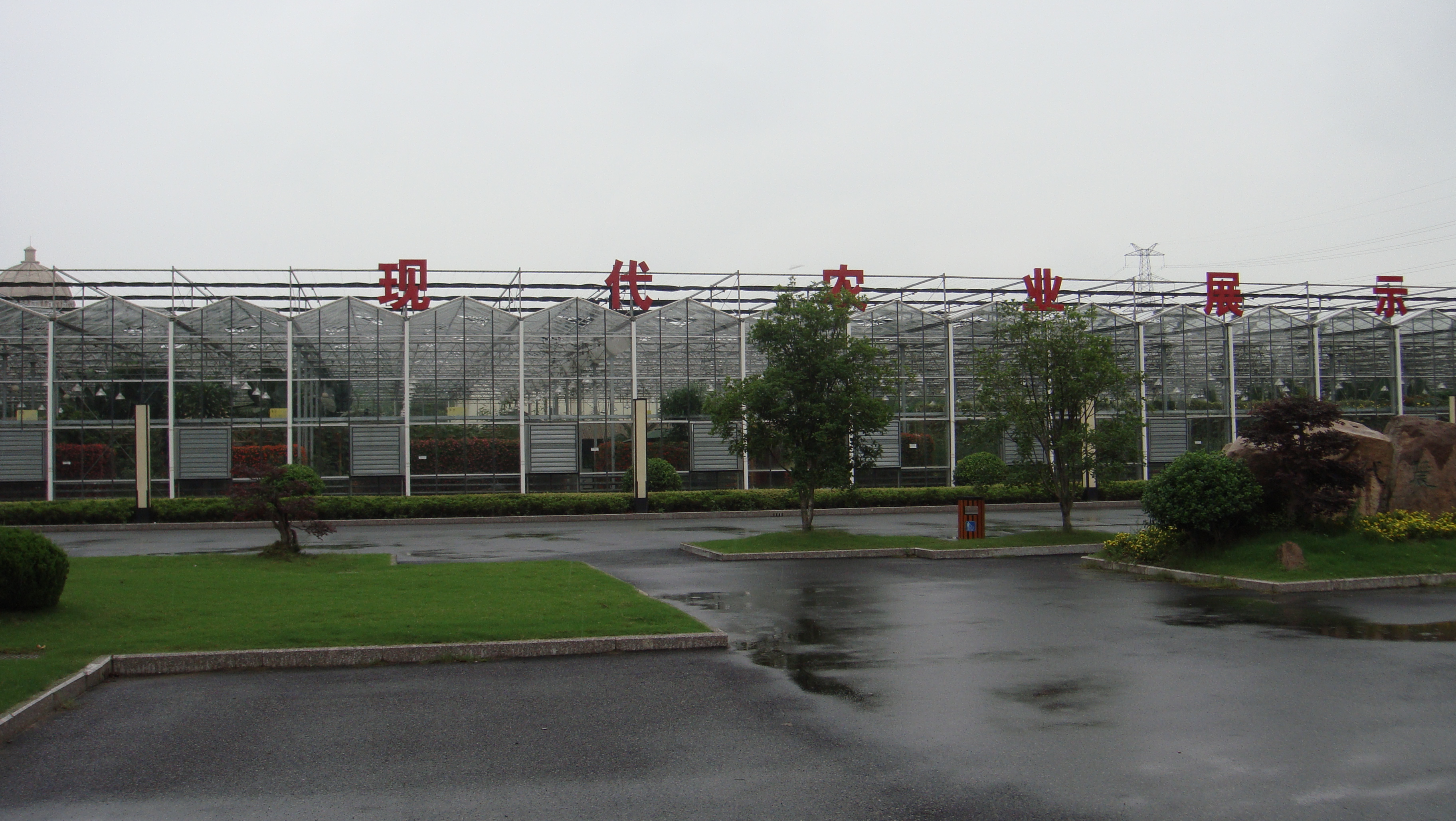
江苏省太仓市现代农业园

太仓市区是全市的经济龙头，人口也较集中于市区。市区环境最好的在金仓湖，是国家4A级风景区。市区包括城厢镇、科教新城、娄东街道所辖区域。太仓港成为全国第一个享受海港待遇的内河港口，完成集装箱吞吐量400万标箱、货物吞吐量逾1.2亿吨。主要以化学工业，塑胶，铝合金和包装、港口物流产业为主。大型企业有SHIMANO、舍弗勒等，1993年克恩-里伯斯成为第一间入驻太仓的德国企业，截至2017年，太仓市全境共有德资企业超过280家，被誉为“中国德企之乡”，成为中国与欧盟双方在经济贸易领域合作交流的重要示范区域。此外，太仓渔业亦非常发达，浏河是长江沿线最大的远洋渔港。
2018年GDP为1330.72亿元，实现一般公共预算收入155.06亿元。

## 交通

### 公路
- 沈海高速、 沪武高速
- 204国道、 346国道
- 沪宜高速、 太仓港北疏港高速、 太仓港南疏港高速

### 铁路
- 沪苏通铁路
- 沪宁沿江高速铁路
- 北沿江高速铁路
- 太仓港疏港铁路
- 江苏省沿江城市群城际铁路：常州-无锡-苏州-上海线江苏段。[7]

### 城市轨道交通
- 苏州轨道交通9号线、11号线
- 上海市域铁路嘉闵线
- 苏锡常快线

### 水运
- 太仓港有前往中国青岛、日本下关港、韩国釜山的渡轮航线。
- 海太汽渡

## 教育

### 高校
- 西北工业大学（太仓校区）
- 西交利物浦大学西浦创业家学院（太仓校区）
- 太仓市健雄职业技朮学院（全日制普通高等学校）

### 中小学
- 江苏省太仓高级中学（太高）
- 江苏省沙溪高级中学
- 太仓市明德高级中学（吴健雄之父创办）
- 太仓市实验中学
- 太倉市第一中學
- 太倉市第二中學
- 太倉市新區中學
- 太倉市實驗小學
- 太倉市經貿小學
- 太仓市朱棣文小学
- 太仓市城厢镇金仓湖小学
- 太倉市城廂鎮第一小學
- 太倉市城廂鎮第三小學
- 太倉市城廂鎮第四小學
- 太倉市滬太外國語小學
- 太倉市機關幼兒園
- 太倉市三八幼兒園
- 太倉市藝術幼兒園

## 文化和旅游
- 中国历史文化名镇：沙溪镇
- 金仓湖风景区（市区东亭北路）
- 德国风情小镇（金仓湖以西）
- 张溥宅第
- 王锡爵故居
- 南园
- 弇山园
- 西庐园
- 万丰生态园
- 郑和公园
- 恩鈿月季园
- 同覺寺
- 海天禪寺
- 南廣禪寺
- 雙鳳寺
- 天妃宮
- 太仓阿尔卑斯雪世界
- 长江林場探險公園

## 友好城市
- 英国伟卢
- 德温特瓦利
- 加拿大素里
- 義大利罗索里纳
- 日本青谷町
- 马林迪